# 致命率
疫学における致命率 (ちめいりつ、CFR: case fatality rate, case fatality risk) は、致命リスク、致死率ともいい、特定の疾病に罹患した母集団のうち、その感染が死因となって死亡する割合である。致命率は通常パーセンテージとして表され、リスクの測定値を表す 。

## 概要
致命率は急性感染症の集団発生などで、個別の疾患について時間経過を区切って使用される事が一般的である。
たとえば、ある地域社会で同じ病気と診断された100人のうち9人が死亡したと仮定する。これは正式に病気と診断された100人のうち9人が死亡し、91人は回復したことを意味する。従って致命率は9%である。
また、もし調査期間中に症例の幾つかが治療中で、死亡も回復のいずれもしていない場合は、致命率に誤差が出る可能性がある。一日の発症数が多く、回復あるいは死亡までに時間がかかる感染症であれば、集団発生初期に計算された致命率と最終的に求められた致命率ではずれが大きくなる。
分母が罹患者数（患者数）である致命率（致死率）は、しばしば死亡率と混同される。死亡率は、人口に対する死亡者数(全ての死因の合計、または特定疾患別)を調査したもので、人口数と期間を定めて行う。分母は人口である。例えば人口1万人あたり1年間に糖尿病に起因する50人の死者が生じた場合、糖尿病の死亡率は 10000:50 または 1000:5 になる。
| 致命率と生存率と死亡率の関係 | 致命率と生存率と死亡率の関係 | 致命率と生存率と死亡率の関係 |
| ---------------------------- | ---------------------------- | ---------------------------- |
| 致命率 = 死亡数/罹患数       | 生存率 = 1 − 致命率          | 死亡率 = 死亡数/人口数       |

厳密には、致命率は実際にはリスクまたは累積発生率であり、値は 0 から 1 の間になる。割合や発生数、比とも異なる。(これらは 0 から 1 の値を取らない) 極めて厳密な話をすると、“致命率”という言い方は、疾患の発症から死亡までの時間が考慮されていないので間違っている。それにもかかわらず、致命率（および英文頭字語の CFR）は科学文献で多用されている。

## 実例
以下に挙げる例は現実の世界における致命率が取りうる値を理解するのに役立つ。
- 伝達性海綿状脳症の致命率は100%であり、治療法はない[2]。
- スペインかぜの致命率は 2.5% 以上[3]アジアかぜと香港かぜは約 0.1%、他のインフルエンザの流行では 0.1% 以下[4]。
- MERSの致命率は 35%、SARSの致命率は 11%。
- レジオネラ症の致命率は約 15%。
- 黄熱の致命率は、適切な治療を受けた場合で 20% から 50%。
- ペストの致命率は、治療を受けなければ 60% にも達する。
- ザイールエボラウイルスは最も致死的なウイルスの一つで、致命率は 90% に達する[5]。
- 狂犬病ウイルスは、発症前にワクチン接種を受けていない人が感染し治療しなければ極めて致死的で、致命率は事実上 100% である。
- 細菌兵器として使われた炭疽は、感染部位により肺炭疽・皮膚炭疽・腸炭疽の３種類に分類されるが、肺炭疽の致命率は無治療では90％を超える[6]。